# Cratere Abigail
Abigail  è un cratere sulla superficie di Venere.